# Sagramoro Sagramori
Sagramoro Sagramori (Rimini, 1424 – Ferrara, 25 agosto 1482) è stato un vescovo cattolico e diplomatico italiano, al servizio del Ducato di Milano.

## Biografia
Sagramoro Sagramori era figlio di Antonio dei Mendozzi de' Sagramori, fattore di Carlo Malatesta signore di Rimini.
Iniziò la sua carriera come segretario di Sigismondo Pandolfo Malatesta, successivamente fu a Roma alla corte di Sisto III.
Il 23 ottobre 1475 fu eletto vescovo di Piacenza, incarico che mantenne per poco tempo perché già il 14 gennaio 1476 gli fu affidata la Diocesi di Parma.  Il suo effettivo arrivo a Parma però fu posticipato al 30 agosto 1478 poiché per qualche tempo continuò a risiedere a Roma in qualità di legato del duca Gian Galeazzo Maria Sforza presso la curia pontificia. Anche una volta insediatosi, tuttavia, la sua presenza in città fu sempre fugace, negli anni successivi continuò a svolgere le sue mansioni di ambasciatore per conto del duca di Milano, principalmente a Roma presso il Papa. Ogniqualvolta si doveva allontanare dalla diocesi veniva nominato un vescovo suffraganeo che ne facesse le veci. Morì mentre si trovava a Ferrara sempre in qualità di ambasciatore dello Sforza. La sua salma venne tumulata in cattedrale a Parma, dietro l'altare maggiore, senza alcuna iscrizione.
Sagramori fu di parte ghibellina e fu amico di diverse persone colte del tempo, tra i quali Filelfo. A lui si devono lavori di ampliamento e di abbellimento del palazzo del vescovado a Parma per renderlo più accogliente in caso di presenza di ospiti illustri.